# Tiszagyenda
Tiszagyenda è un comune dell'Ungheria di 1.077 abitanti (dati 2001). È situato nella contea di Jász-Nagykun-Szolnok.